# Pré-cálculo
Na educação matemática, pré-cálculo é uma disciplina que inclui álgebra e trigonometria em um nível que visa a preparação dos alunos para o estudo de cálculo. As instituições muitas vezes distinguem entre álgebra e trigonometria como duas partes separadas do curso.

## Conceito
Para que os estudantes sejam bem sucedidos na obtenção de derivadas e antiderivadas do cálculo, eles precisam ter facilidade com expressões algébricas, particularmente na modificação e transformação de tais expressões. Leonhard Euler escreveu o primeiro livro de pré-cálculo em 1748, chamado Introdução à Análise do Infinito, que "foi concebido como um levantamento de conceitos e métodos de análise e geometria analítica preliminares para o estudo do cálculo diferencial e integral." Ele começou com os conceitos fundamentais de variáveis e funções. Sua inovação é conhecida por seu uso de exponenciação para introduzir as funções transcendentes. O logaritmo geral, em uma base positiva arbitrária, foi apresentado por Euler como a inversa de uma função exponencial.
Então, o logaritmo natural é obtido tomando-se como base "o número para o qual o logaritmo hiperbólico é um", e às vezes é chamado de número de Euler, e escrito e. Esta apropriação do número significativo do cálculo de Gregoire de Saint-Vincent é suficiente para estabelecer o logaritmo natural. Esta parte do pré-cálculo prepara o aluno para a integração do monômio xp no caso em que p = −1.
Nos textos de pré-cálculo atuais é calculado como o limite de (1 + 1/n)n quando n se aproxima do infinito. Uma exposição sobre juros compostos em matemática financeira pode motivar esse limite. Outra diferença nos textos modernos é que evita-se o uso de números complexos, exceto quando eles possam surgir como raízes de uma equação quadrática com um discriminante negativo, ou na fórmula de Euler como uma aplicação de trigonometria. Euler usava não apenas números complexos, mas também séries infinitas em seu pré-cálculo. Os cursos atuais podem cobrir progressões aritméticas e progressões e séries geométricas, mas não a aplicação de Saint-Vincent para obter o seu logaritmo hiperbólico, que Euler usou para refinar seu pré-cálculo.

## Conteúdo variável
O pré-cálculo prepara os alunos para o cálculo de forma um pouco diferente da forma com que a pré-álgebra prepara os alunos para a álgebra. Enquanto a pré-álgebra, muitas vezes, tem ampla cobertura dos conceitos algébricos básicos, os cursos de pré-cálculo podem abordar apenas pequenas quantidades de conceitos de cálculo, isso se abordarem, e, muitas vezes, cobrem tópicos algébricos para os quais pode não ter sido dada atenção em cursos de álgebra anteriores. Alguns cursos de pré-cálculo podem diferir de outros em termos de conteúdo. Por exemplo, um curso em nível de hora pode passar mais tempo em seções cônicas, vetores euclidianos, e outros tópicos necessários para o cálculo, utilizado em áreas como a medicina ou a engenharia. Já em um curso regular ou preparatório da faculdade pode se concentrar em temas utilizados em carreiras relacionadas aos negócios, tais como matrizes, ou funções potência.
Um curso padrão considera funções, composição de funções e funções inversas, muitas vezes em ligação com conjuntos e números reais. Em particular, faz-se o desenvolvimento de polinômios e funções racionais. Exercitam-se as habilidades algébricas com funções trigonométricas e identidades trigonométricas. O teorema binomial, as coordenadas polares, equações paramétricas, e os limites de sequências e séries são outros tópicos comuns de pré cálculo. Às vezes, é demonstrado o método de indução matemática para provar proposições dependentes de um número natural, mas, geralmente, o curso envolve exercícios, em vez de teoria.

## Exemplos de textos
- Roland E. Larson & Robert P. Hostetler (1989) pré cálculo, segunda edição, D.C. Saúde e a Empresa ISBN 0-669-16277-9
- Margaret L. Lial & Charles D. Miller (1988) pré cálculo, Scott Foresman ISBN 0-673-15872-1
- Jerome E. Kaufmann (1988) pré cálculo, PWS-Kent Publicação da Empresa (Wadsworth)
- Karl J. Smith (1990) pré cálculo de Matemática: uma abordagem funcional, quarta edição, Brooks/Cole ISBN 0-534-11922-0
- Michael Sullivan (1993) pré cálculo, terceira edição, Dellen marca da Macmillan Publishers ISBN 0-02-418421-7

### Acesso on-line
- Jay Abramson e outros (2014) pré cálculo de OpenStax
- David Lippman & Melonie Rasmussen (2017) pré cálculo: uma investigação de funções
- Carl Stitz & Jeff Zeager (2013) pré cálculo (em pdf)